# Arnoseris minima
Arnoseris minima es una herbácea de la familia de las asteráceas. Es la única especie del género Arnoseris.

## Caracteres
Es una planta anual con hojas basales, todas en una roseta, y muchos tallos ligeramente ramosos aguantando capítulos solitarios amarillos de 7-11 mm de diámetro. Tallo bajo los capítulos visiblemente engrosado. Hojas acucharadas a oblanceoladas, dentadas, estrechadas hasta un corto pecíolo. Tallos florales de 5-30 cm. Flores liguladas sólo presentes, una vez y media más larga que el involucro. Brácteas involucrales numerosas, estrechamente triangulares puntiagudas, quilla prominente. Florece desde fin de la  primavera y  en verano.

## Hábitat
Tierras de cultivo en suelo arenoso.

## Distribución
Oeste y centro de Europa; por el norte hasta el sur de Suecia y por el este hasta Ucrania.

## Taxonomía
Arnoseris minima fue descrita por (Carlos Linneo) Schweigg. & Korte  y publicado en Flora Erlangensis 2: 72. 1811.
Sinónimos
- Lapsana pusilla 'Willd.   [1803, Sp. Pl., 3 (3) : 1623]   [nom. illeg.]
- Lapsana minima'' (L.) All. [1785, Fl. Pedem., 1 : 206]
- Lapsana gracilis Lam. [1779, Fl. Fr., 2 : 101] [nom. illeg.]
- Hyoseris minima L. [1753, Sp. Pl., éd. 1 : 809]
- Hyoseris exigua Salisb. [1796, Prodr. : 182] [nom. illeg.]
- Arnoseris pusilla Gaertn. [1791, Fruct. Sem. Pl., 2 : 355] [nom. illeg.]
- Arnoseris clavata Bubani[3]

## Publicaciones
1. Fernald, M. 1950. Manual (ed. 8) i–lxiv, 1–1632. American Book Co., New York.
2. Flora of North America Editorial Committee, e. 2006. Magnoliophyta: Asteridae, part 6: Asteraceae, part 1. 19: i–xxiv. In Fl. N. Amer.. Oxford University Press, New York.
3. Gleason, H. A. 1968. The Sympetalous Dicotyledoneae. vol. 3. 596 pp. In H. A. Gleason Ill. Fl. N. U.S. (ed. 3). New York Botanical Garden, New York.
4. Gleason, H. A. & A. J. Cronquist. 1991. Man. Vasc. Pl. N.E. U.S. (ed. 2) i–910. New York Botanical Garden, Bronx.
5. Scoggan, H. J. 1979. Dicotyledoneae (Loasaceae to Compositae). Part 4. 1117–1711 pp. In Fl. Canada. National Museums of Canada, Ottawa.
6. Voss, E. G. 1996. Michigan Flora, Part III: Dicots (Pyrolaceae-Compositae). Cranbrook Inst. of Science, Ann Arbor.